# Буревісник (Чернівці)
Буревісник (Чернівці) — радянський футбольний клуб із Чернівців. Заснований в 1952 році. Вважається родоначальником (прародичем) чернівецького «Авангарду» («Буковина»), який прийшов йому на зміну в 1958 році.

## Історія
У 1952 році в Чернівцях була створена футбольна команда «Буревісник», яка брала участь в різних змаганнях. Була учасником аматорських змагань, як обласних так і всеукраїнських (КФК), також виступала і в кубку УРСР.
У 1955 і 1957 році вигравала золотий дубль в обласних змаганнях. У 1956 сезоні дебютувала в чемпіонаті України, і набравши 12 очок, опинилася на шостому місці в 7-й зоні. А в наступному році вперше зіграла в кубкових протистояннях УРСР.
У 1958 році команда припинила своє існування, ставши при цьому родоначальником (прародичем) чернівецького «Авангарду», який утворився на їх підґрунті в тому ж році. А за версією деяких джерел та істориків вважається що клуб і зовсім не зникав, а продовжив свої виступи просто змінивши свою назву на «Авангард» (Чернівці).

## Досягнення
Кубок УРСР
- 1/8 фіналу (1): 1957

Чемпіонат Чернівецької області
- Переможець (2): 1955, 1957

Кубок Чернівецької області
- Володар (2): 1955, 1957